# رشاد أبو شاور
رشاد محمود أبو شاور (1942-2024) هو قاص وروائي فلسطيني من مواليد قرية ذكرين قضاء الخليل، فلسطين. انخرط في صفوف المقاومة الفلسطينية واستلم عدة مناصب في مؤسسات منظمة التحرير الفلسطينية. عمل في مجلس الإعلام الموحد نائباً لرئيس تحرير مجلة الكاتب الفلسطيني الصادرة عن اتحاد الكتاب العرب والصحفيين الفلسطينيين في بيروت. وهو عضو في جمعية القصة والرواية وعضو في المجلس الوطني الفلسطيني منذ سنة 1983. توفي بتاريخ 28 سبتمبر 2024.

## من مؤلفاته
- ذكرى الأيام الماضية - قصص - بيروت 1970.
- أيام الحرب والموت - رواية - بيروت 1973.
- بيت أخضر ذو سقف قرميدي - قصص- بغداد 1974.
- البكاء على صدر الحبيب - رواية - بيروت 1974.
- مهر البراري - قصص - بيروت 1974.
- الأشجار لا تنمو على الدفاتر- قصص - بيروت 1975.
- العشاق - رواية - بيروت 1978.
- عطر الياسمين - قصص للأطفال- بيروت 1978.
- أرض العسل - قصة للفتيان - بيروت 1979.
- آه يا بيروت - مقالات - دمشق 1983.
- الرب لم يسترح في اليوم السابع - رواية 1986.
- الموت غناء
- كما صدر له مجلد الأعمال القصصية عام 1999 عن المؤسسة العربية للدراسات والنشر[3]

## جوائز
أُعتبرت روايته «العشاق» (1977) من بين أهم مئة رواية في العالم العربي، حاز على جائزة «محمود سيف الدين الإيراني». كذلك نال جائزة فلسطين التقديرية للعام 2019.